# 丹穗
丹穗缅甸外交官、军官。自2023年2月1日起担任缅甸外交部长。

## 早年生活和教育
丹穗出生于1953年6月19日。他毕业于国防学院第16届，其他同学包括温纳貌伦、吴登索和年吞。

## 军人生涯
丹穗于1975年1月至2000年5月在缅甸武装部队服役。

## 退伍后的职业生涯
2000年5月至2009年3月期间，丹瑞在边境地区和民族和发展事务部工作。2012年7月，他被任命为缅甸驻美国大使，成为自2004年以来的首位大使，标志着两国全面恢复外交关系（见緬甸—美國關係）。2004年至2012年间，缅甸政府任命了一名级别较低的临时代办担任这一职务。
2021年緬甸軍事政變后，丹穗被任命为缅甸联邦公务员委员会主席，直至2022年8月。在他的任期内，他恢复了丹瑞时代的政策，包括公务员穿军装、要求公务员接受军事训练和射击练习。他于2022年8月19日被任命为缅甸反腐败委员会主席。2022年11月，他因在使军事政变合法化以及参与针对被废黜领导人的法律诉讼中发挥的作用而受到欧盟制裁。
2023年2月1日，缅甸军政府國家管理委員會任命丹穗为外交部长，接替温纳貌伦。

## 个人生活
丹穗已婚并育有两个女儿。他的女婿昂哥曾于2011年至2016年担任总统吴登盛的首席翻译。